# Радислав Јовичић
Радислав Јовичић (Угљевик, 1971) српски је политичар и полицијски службеник. Садашњи је функционер Демократског народног савеза (ДНС). Бивши је министар унутрашњих послова Републике Српске.

## Биографија
Радислав Јовичић је рођен је 1971. године у Угљевику, СФРЈ. У родном граду је завршио основну и средњу школу. Дипломирао је на Вишој школи унутрашњих послова и на Факултету безбједности у Београду, а похађао је постдипломске студије на Факултету за безбједност и заштиту Универзитета Синергија.
У свом 20-годишњем искуству рада у полицији радио је као командир вода Одреда специјалне полиције, као помоћник начелника за унутрашњу контролу у Служби специјалне полиције, затим као командир Јединице полиције за обезбјеђење личности у покрету, те као начелник Одјељења за заштиту личности и објеката Министарства унутрашњих послова Републике Српске. Обављао је и дужност шефа Одјељења за безбједност на Универзитету у Бањој Луци, као и дужност консултанта за заштиту информација и истраге.
Радислав Јовичић је био замјеник команданта Јединице за специјалну подршку и начелник Службе за оперативну подршку у Државној агенцији за истраге и заштиту (СИПА). Дана 6. јуна 2009. године са тог положаја смијенио га је високи представник Валентин Инцко под оптужбом да „поступајући изван законског командног ланца и без прописног овлаштења, он се послужио особљем и ресурсима Сипе како би обављао надзор над Канцеларијом високог представника и њеним особљем.“